# Internationale Cricket-Saison 2009/10
Die internationale Cricket-Saison 2009/10 fand zwischen Oktober 2009 und April 2010 statt. Als Wintersaison wurden vorwiegend Heimspiele der Mannschaften aus Südasien, der Karibik und Ozeanien ausgetragen. Die ausgetragenen Tests der internationalen Touren bildeten die Grundlage für die ICC Test Championship. Die ODIs bildeten den Grundstock für die ICC ODI Championship.

## Überblick

### Internationale Touren
| Beginn            | Heimteam     | Auswärtsteam | Resultate | Resultate | Resultate | Artikel |
| Beginn            | Heimteam     | Auswärtsteam | Test      | ODI       | Twenty20  | Artikel |
| ----------------- | ------------ | ------------ | --------- | --------- | --------- | ------- |
| 12. Oktober 2009  | Simbabwe     | Kenia        |           | 4–1 [5]   |           | Artikel |
| 25. Oktober 2009  | Indien       | Australien   |           | 2–4 [7]   |           | Artikel |
| 27. Oktober 2009  | Bangladesch  | Simbabwe     |           | 4–1 [5]   |           | Artikel |
| 3. November 2009  | Pakistan     | Neuseeland   |           | 1–2 [3]   | 2–0 [2]   | Artikel |
| 8. November 2009  | Südafrika    | Simbabwe     |           | 2–0 [2]   |           | Artikel |
| 13. November 2009 | Südafrika    | England      | 1–1 [4]   | 1–2 [5]   | 1–1 [2]   | Artikel |
| 16. November 2009 | Indien       | Sri Lanka    | 2–0 [3]   | 3–1 [5]   | 1–1 [2]   | Artikel |
| 3. November 2009  | Neuseeland 1 | Pakistan     | 1–1 [3]   |           |           | Artikel |
| 26. November 2009 | Australien   | West Indies  | 2–0 [3]   | 4–0 [5]   | 2–0 [2]   | Artikel |
| 26. Dezember 2009 | Australien   | Pakistan     | 3–0 [3]   | 5–0 [5]   | 1–0 [1]   | Artikel |
| 17. Januar 2010   | Bangladesch  | Indien       | 0–2 [2]   |           |           | Artikel |
| 3. Februar 2010   | Neuseeland   | Bangladesch  | 1–0 [1]   | 3–0 [3]   | 1–0 [1]   | Artikel |
| 6. Februar 2010   | Indien       | Südafrika    | 1–1 [2]   | 2–1 [3]   |           | Artikel |
| 19. Februar 2010  | Pakistan     | England      |           |           | 1–1 [2]   | Artikel |
| 26. Februar 2010  | Neuseeland   | Australien   | 0–2 [2]   | 2–3 [5]   | 1–1 [2]   | Artikel |
| 28. Februar 2010  | West Indies  | Simbabwe     |           | 4–1 [5]   | 0–1 [1]   | Artikel |
| 28. Februar 2010  | Bangladesch  | England      | 0–2 [2]   | 0–3 [3]   |           | Artikel |

### Internationale Turniere
| Beginn             | Turnier                                     | Land                         |
| ------------------ | ------------------------------------------- | ---------------------------- |
| 22. September 2009 | ICC Champions Trophy 2009                   | Südafrika                    |
| 4. Januar 2010     | Tri-series                                  | Bangladesch                  |
| 9. Februar 2010    | ICC World Twenty20 Qualifier 2010           | Vereinigte Arabische Emirate |
| 20. Februar 2010   | ICC World Cricket League Division Five 2010 | Nepal                        |

### Fortlaufende Turniere
| Dauer     | Turnier                            |
| --------- | ---------------------------------- |
| 2009–2010 | ICC Intercontinental Cup 2009–2010 |

### Internationale Touren (Frauen)
| Beginn           | Heimteam    | Auswärtsteam | Resultate | Resultate | Artikel |
| Beginn           | Heimteam    | Auswärtsteam | WODI      | WTwenty20 | Artikel |
| ---------------- | ----------- | ------------ | --------- | --------- | ------- |
| 16. Oktober 2009 | Südafrika   | West Indies  | 2–1 [4]   | 0–3 [3]   | Artikel |
| 4. November 2009 | West Indies | England      | 2–1 [5]   | 2–1 [3]   | Artikel |
| 9. Februar 2010  | Australien  | Neuseeland   | 5–0 [5]   | 0–3 [8]   | Artikel |
| 19. Februar 2008 | Indien      | England      | 3–2 [5]   | 1–2 [3]   | Artikel |
| 26. Februar 2010 | Neuseeland  | Australien   | 0–3 [3]   | 2–0 [2]   | Artikel |

## Champions League
| Beginn          | Turnier                        | Land   |
| --------------- | ------------------------------ | ------ |
| 8. Oktober 2009 | Champions League Twenty20 2009 | Indien |

## Nationale Meisterschaften
Aufgeführt sind die nationalen Meisterschaften der Full Member des ICC.
| Land                                         | First-Class                                      | List A                                          | Twenty20                                               |
| -------------------------------------------- | ------------------------------------------------ | ----------------------------------------------- | ------------------------------------------------------ |
| Australien                                   | Sheffield Shield 2009/10                         | Ford Ranger Cup 2009/10                         | Twenty20 Big Bash 2009/10                              |
| Bangladesch                                  | National Cricket League 2009/10                  |                                                 | Destiny Group National Cricket League Twenty20 2009/10 |
| Indien                                       | Ranji Trophy 2009/10                             | Vijay Hazare Trophy 2009/10                     | Indian Premier League 2010                             |
| Duleep Trophy 2009/10                        | Deodhar Trophy 2009/10                           | Syed Mushtaq Ali Trophy 2009/10                 |                                                        |
| Irani Cup 2009/10                            | NKP Salve Challenger Trophy 2009/10              |                                                 |                                                        |
| Neuseeland                                   | Plunket Shield 2009/10                           | New Zealand Cricket One Day Competition 2009/10 | HRV Twenty20 2009/10                                   |
| Pakistan                                     | Quaid-e-Azam Trophy 2009/10                      | Royal Bank of Scotland Cup 2009/10              | Royal Bank of Scotland Twenty-20 Cup 2009/10           |
| RBS Pentangular Cup 2009/10                  |                                                  |                                                 |                                                        |
| Simbabwe                                     | Logan Cup 2009/10                                | Faithwear Metbank One-Day Competition 2009/10   | Stanbic Bank Twenty20 2009/10                          |
| Sri Lanka                                    | Premier Trophy 2009/10                           | Premier Limited Overs Tournament 2009/10        | Inter-Provincial Twenty20 Tournament 2009/10           |
|                                              | Inter-Provincial Limited Over Tournament 2009/10 |                                                 |                                                        |
| Südafrika                                    | SuperSport Series 2009/10                        | MTN40 2009/10                                   | Standard Bank Pro20 Series 2009/10                     |
| CSA Provincial Three-Day Competition 2009/10 | CSA Provincial One-Day Competition 2009/10       |                                                 |                                                        |
| West Indies                                  | Regional Four Day Competition 2009/10            | West Indies Cricket Board Cup 2009/10           |                                                        |